# Vato Gonzalez
Vato Gonzalez, né le 6 juillet 1983, de son vrai nom Björn Franken, est un producteur de disques, compositeur, artiste et DJ néerlandais qui a signé sous le label Level Recordings/Ministry of Sound. Il est considéré comme étant le père du mouvement de musique house, mieux connu sous le terme dirty house. Il est également célèbre pour son titre Badman Riddim (Jump) (ft. Foreign Beggars), ayant atteint la septième place du classement britannique des meilleurs singles après être sorti le 19 juin 2011,.

## Biographie

### Débuts
Franken est né à Spijkenisse, aux Pays-Bas. Adolescent, il développa un intérêt profond pour le graphisme avant de commencer à s'intéresser à la musique.

### 2007-2009:Dirty House
Entre 2007 et 2009, Franken sort cinq mixtape dans la série des Dirty House. Le second qu'il sortit contenait d'ailleurs le titre Badman Riddim. C'est à partir de là qu'il commença à intéresser les gens avec ses titres.

### 2010-Aujourd'hui:Badman Riddim
Le titre Badman Riddim’', auquel on ajouta une version chantée avec le groupe anglais de hip-hop/grime/dubstep Foreign Beggars, fut rebaptisé Badman Riddim (Jump) et fut de plus en plus joué à l'antenne de BBC Radio 1 fin 2010. Ayant attiré l'attention des foules, Franken signa sous le label Ministry of Sound et un clip fut réalisé pour le titre. Le single sortit au Royaume-Uni le 19 juin 2011 et atterrit directement à la septième place du classement des singles britanniques,.